# Badator Marijaia

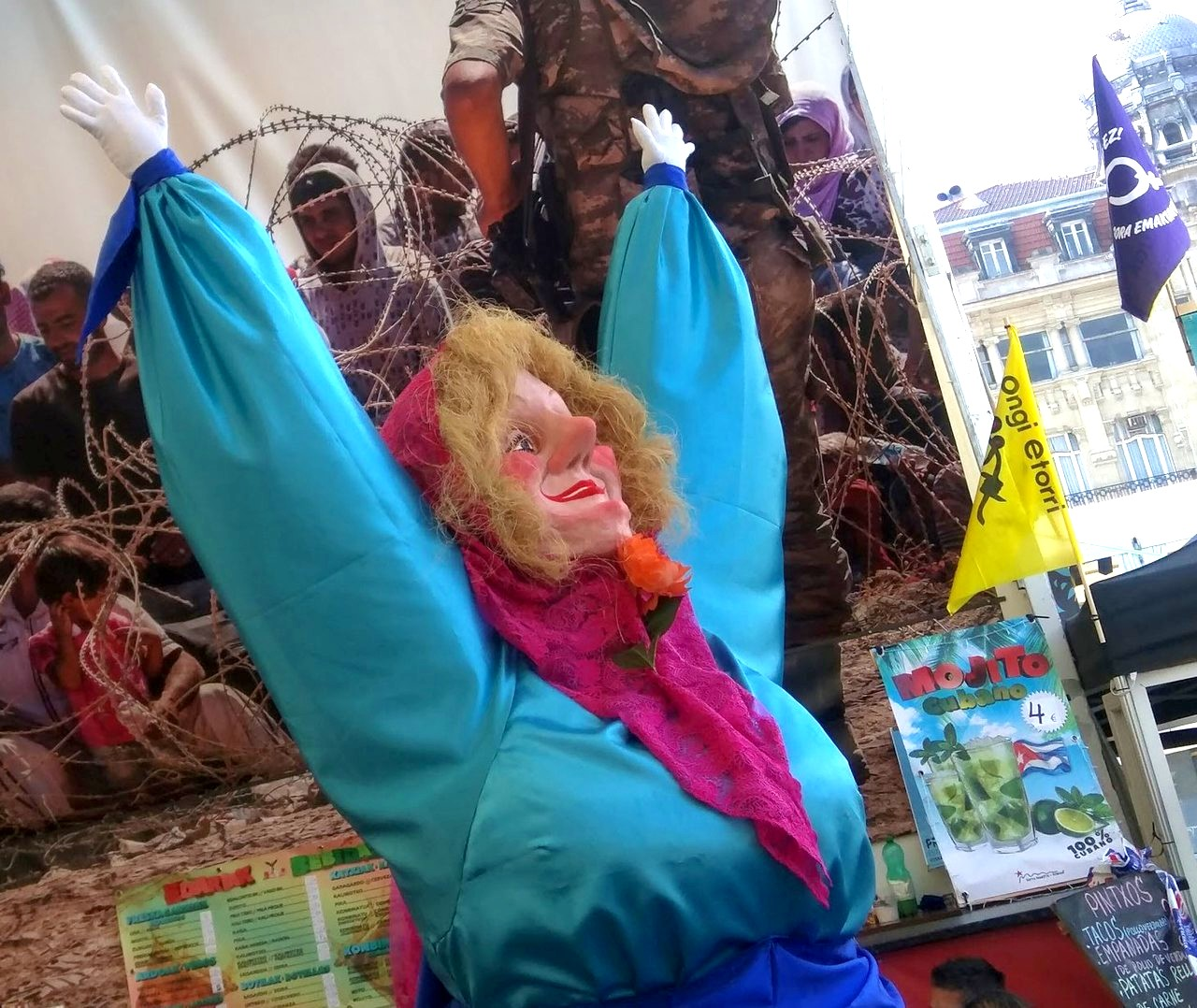
Figura tributo hecha por Mari Puri Herrero - Agosto 1978.

Badator Marijaia es la canción oficial de las fiestas de la Semana Grande de Bilbao. Es una canción cantada en euskera con instrumentos típicos vascos.
La creación de una canción propia para las fiestas de Bilbao involucró a varios artistas vascos así como al Ayuntamiento de Bilbao y a la comisión de comparsas de Bilbao.
La canción fue lanzada en el disco Badator Marijaia! : Aste Nagusian Kantetan en el 1997 después de ser producida por Bilboko Jai Batzordea (comisión de fiestas de Bilbao). Edorta Jiménez escribió la letra de la canción y Kepa Junkera compuso la música y la amoldó. Otros colaboladores de la canción fueron Ibon Koteron, Natxo de Felipe, Anton Latxa, Alex Sardui, Francis Diez, Gorka Sarriegi e Ixiar Oreja.
El disco se completa con otras cuatro canciones de ambiente festivo a la vez que se homenajea a la música tradicional vasca.  